# LT Большой Медведицы
LT Большой Медведицы (лат. LT Ursae Majoris), HD 74150 — одиночная переменная звезда в созвездии Большой Медведицы на расстоянии приблизительно 145 световых лет (около 44 парсеков) от Солнца. Видимая звёздная величина звезды — от +8,94m до +8,91m.

## Характеристики
LT Большой Медведицы — оранжевый карлик, вращающаяся переменная звезда типа BY Дракона (BY) спектрального класса K0V.